# Isabel de York, condesa de Essex
Isabel de York, condesa de Essex (1409 - 2 de octubre de 1484), fue la primera y única hija de Ricardo de Conisburgh y de Ana Mortimer. Ella era hermana de Ricardo de York, 3.º duque de York, y bisnieta de Eduardo III de Inglaterra.

## Primeros años
Isabel de York, fue la primogénita y la única hija de Ricardo de Conisburgh, 3.º conde de Cambridge, y de lady Ana Mortimer, nació alrededor de 1409. Por parte de su padre que era la nieta del rey Eduardo III cuarto hijo superviviente de Edmundo de Langley, 1r duque de York, y su primera esposa, Isabel de Castilla. Por parte de su madre era la nieta de Roger Mortimer, cuarto conde de March (nieto de Lionel de Amberes) y de Alianore Holland (nieta de Lady Juana de Kent, Princesa de Gales).
El padre de Isabel, Ricardo, conde de Cambridge, fue decapitado el 5 de agosto de 1415 por su participación en la Parcela Southampton contra el rey Enrique V. Por otra parte dentro de unos pocos meses desde la muerte de su padre, su tío sin hijos, Eduardo de Norwich, segundo duque de York, fue muerto en la batalla de Agincourt el 25 de octubre de 1415, y el hermano de Isabel finalmente, fue el heredero de su tío también.

## Matrimonios
En 1412, a los tres años de edad, Isabel fue prometida con Sir Thomas Grey (1404 -1426), hijo y heredero de Sir Thomas Grey (c.1385-1415) de Heaton en Norham, Northumberland, y su esposa, Alicia Neville, hija de Ralph Neville, 1r conde de Westmorland.
- Un hijo

Después de la muerte de su esposo, se casó con Enrique Bourchier, 1r conde de Essex, con quien tuvo siete hijos y una hija:
- Guillermo Bourchier, vizconde de Bourchier (m. 1480), se casó con Ana Woodville, hija de batalla de Ricardo Woodville, 1r conde de Rivers y de Jacquetta de Luxemburgo.
- Sir Enrique Bourchier (m. 1462), se casó con Isabel Scales, octava baronesa de Scales.
- Humphrey Bourchier, 1r barón de Cromwell († 14 de abril de 1471), muerto en la Batalla de Barnet.
- Juan Bourchier, sexto barón de Groby (d.1495), se casó con Isabel Ferrers, y después con Isabel Chichelle.
- Sir Thomas Bourchier (nacido antes de 1448 d. 1492), se casó con Isabella Barre.
- Eduardo Bourchier († 30 de diciembre de 1460), asesinado en la Batalla de Wakefield.
- Fulco Bourchier, murió joven.
- Isabel Bourchier, murió joven.

## Muerte
Su esposo murió el 4 de abril de 1483. Isabel quedó viuda y murió el 2 de octubre de 1484. Ambos fueron enterrados en Beeleigh Abbey cerca de Maldon, Essex, pero más tarde enterrada de nuevo en Easton, Essex.